# NGC 3121
NGC 3121 (другие обозначения — UGC 5450, MCG 3-26-27, ZWG 93.46, KCPG 224A, PGC 29387) — эллиптическая галактика (E) в созвездии Льва. Открыта Уильямом Ласселлом в 1848 году.
Возможно, в 1863 году эту галактику наблюдал Альберт Март. Точно неизвестно, увидел ли он NGC 3121 или NGC 3119, поскольку галактики близки на небе и похожи, в его телескоп можно было разглядеть оба объекта, а координаты указаны неточные. Тем не менее, в Пересмотренном новом общем каталоге (RNGC) галактике NGC 3119 приписано открытие Мартом.
Этот объект входит в число перечисленных в оригинальной редакции «Нового общего каталога».